# La Farga (Beget)
La Farga és una construcció a uns 3 km al SW del nucli de Beget (municipi de Camprodon, el Ripollès) que ha rebut diversos usos. Edifici civil situat al peu del puig de Bestracà, a la dreta de la riera de Beget, accessible des de Beget per una pista en regular bon estat, i al costat del sender de gran recorregut GR11.
Construït amb la intenció d'utilitzar-lo com a farga, es convertí ben aviat en pagesia i després en segona residència.
Construcció del segle xviii destinada a farga, encara que hom sospita que mai va ser utilitzada en aquesta indústria. Consta de planta baixa i dos pisos, amb el teulat a dues vessants i la façana encarada al sud-est.